# Peugeot PG
La sigla Peugeot PG identifica una piccola famiglia di motori a scoppio prodotti dal 1923 al 1929 dalla Casa automobilistica francese Peugeot.

## Caratteristiche
Si tratta di una famiglia di motori a 4 cilindri dalle soluzioni tutto sommato abbastanza convenzionali, in quanto sono caratterizzati dalla distribuzione a valvole laterali, tranne il primo di questi motori a debuttare, che invece montava un più moderno schema a valvole in testa con asse a camme laterale e bilanciere. Proposto come soluzione sperimentale, questa variante venne poi pensionata rapidamente pe far spazio ad unità motrici di tipo più tradizionale. In ogni caso, i motori PG derivano direttamente dai motori NG, di cui conservano diverse componenti. Durante la loro produzione, la gamma dei motori PG si è diversificata in tre differenti livelli di cilindrata: partendo dal primo motore da 1525 cm³, si è passati all'unità da 1615 cm³ ed infine a quella da 1393 cm³.

Di seguito vengono mostrate le differenze tra una versione e l'altra, nonché le applicazioni di tali motori:

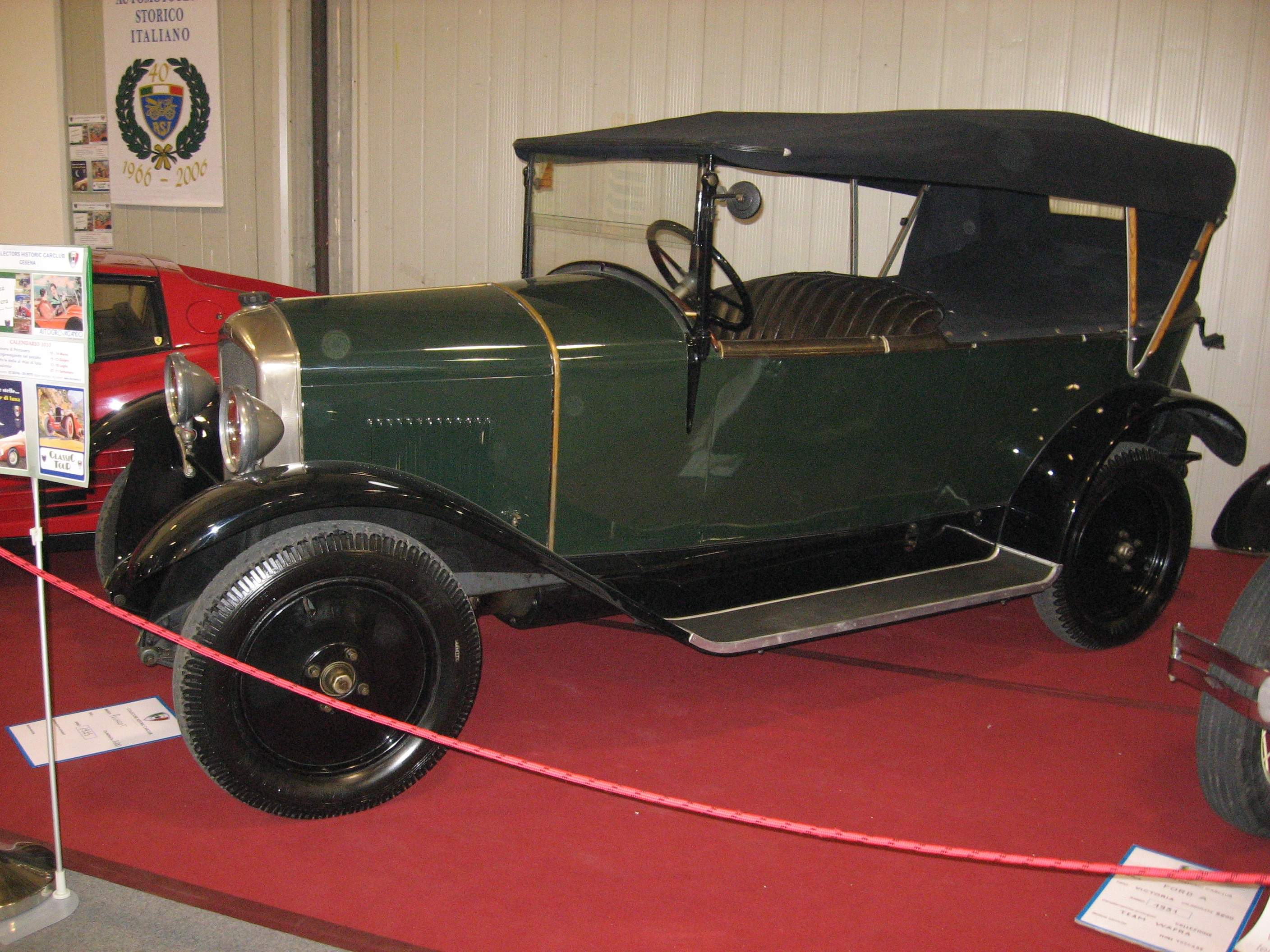
I motori PG hanno trovato applicazione nei modelli Peugeot di fascia media degli anni '20 del secolo scorso, tra cui la Type 181

| Variante | Alesaggio x corsa (mm) | Cilindrata (cm³) | distribuzione                                         | Potenza (CV) | Applicazioni       | Anni di produzione |
| -------- | ---------------------- | ---------------- | ----------------------------------------------------- | ------------ | ------------------ | ------------------ |
| PG       | 68x105                 | 1525             | asse a camme laterale valvole laterali                | 28           | Peugeot Type 177B  | 1924-26            |
| PG2      | 68x105                 | 1525             | asse a camme laterale valvole in testa con bilancieri | 32           | Peugeot Type 173 S | 1923-26            |
| PG4      | 70x105                 | 1615             | asse a camme laterale valvole laterali                | 40           | Peugeot Type 181   | 1925-28            |
| PG5      | 65x105                 | 1393             | asse a camme laterale valvole laterali                | -            | Peugeot Type 177 M | 1926-28            |
| PG6      | 70x105                 | 1615             | asse a camme laterale valvole laterali                | 40           | Peugeot Type 177 R | 1928-29            |